# Большой Мергень
Большой Мергень (калм. Ик Мөргн) — река в Приютненском районе Республики Калмыкия. Правый приток реки Хара-Зуха. Длина реки составляет 29 км, площадь водосборного бассейна 232 км².
По данным государственного водного реестра России относится к Донскому бассейновому округу, водохозяйственный участок реки — Маныч от истока до Пролетарского гидроузла, без рек Калаус и Большой Егорлык, речной подбассейн реки — бассейн притоков Дона ниже впадения Северского Донца. Речной бассейн реки — Дон (российская часть бассейна).

## Название
Название реки имеет монгольское происхождение и происходит от калм. Ик Мөргн (большой выступ). Название реки отражает расположение её истока у подножия Ергенинской возвышенности.
В государственном водном реестре название реки ошибочно отражено как Большие Мерени

## Общая физико-географическая характеристика
Река берёт начало в балке Большой Мергень у подножия Ергенинской возвышенности (абсолютные высоты в районе истока реки — 90-100 м над уровнем моря). Впадает в реку Хара-Зуха ниже посёлка Нарта на высоте 43,5 метра над уровнем моря. В среднем и нижнем течении река образует многочисленные меандры, значительно увеличивающие общую длину реки.
Бассейн реки охватывает площадь в 232 км². Гидрографическая сеть развита слабо. Основной приток — балка Малый Мергень<.
Бассейн реки отличается наибольшей засушливостью климата. Многолетняя норма ссадков составляет всего около 350 мм в год. Большая часть осадков выпадает в тёплое время года, однако вследствие значительного испарения, обусловленного высокими летними температурами, продолжительными периодами сухих ветров и малой относительной влажности воздуха, чрезвычайно большое. Вследствие этих особенностей климата роль летних осадков в питании реки невелика. Максимальный расход воды наблюдается в период весеннего половодья (февраль-май). Для реки характерна летне-осенняя межень, которая иногда прерывается дождевыми паводками.
Более подробная информация о климате в бассейне реки приведена в климатограмме для посёлка Нарта
| Климатограмма Нарты                             | Климатограмма Нарты | Климатограмма Нарты | Климатограмма Нарты | Климатограмма Нарты | Климатограмма Нарты | Климатограмма Нарты | Климатограмма Нарты | Климатограмма Нарты | Климатограмма Нарты | Климатограмма Нарты | Климатограмма Нарты |
| ----------------------------------------------- | ------------------- | ------------------- | ------------------- | ------------------- | ------------------- | ------------------- | ------------------- | ------------------- | ------------------- | ------------------- | ------------------- |
| Я                                               | Ф                   | М                   | А                   | М                   | И                   | И                   | А                   | С                   | О                   | Н                   | Д                   |
| 26 −2 −8                                        | 18 −1 −8            | 19 5 −3             | 25 16 5             | 36 24 11            | 49 28 16            | 37 31 19            | 33 30 17            | 24 23 11            | 23 15 5             | 28 6 −1             | 29 1 −4             |
| Температура в °C • Сумма осадков в мм Источник: |                     |                     |                     |                     |                     |                     |                     |                     |                     |                     |                     |

В долине реки распространены почвы каштанового типа почвообразования, нередко солонцеватые и засоленные, а также комплексы этих почв с солонцами.